# Novazelandiella nigroclava
Novazelandiella nigroclava är en kvalsterart som först beskrevs av Hammer 1966.  Novazelandiella nigroclava ingår i släktet Novazelandiella och familjen Pheroliodidae. Inga underarter finns listade i Catalogue of Life.